# Tyskie Linie Trolejbusowe

Tychy: linee A,B,C,D,E

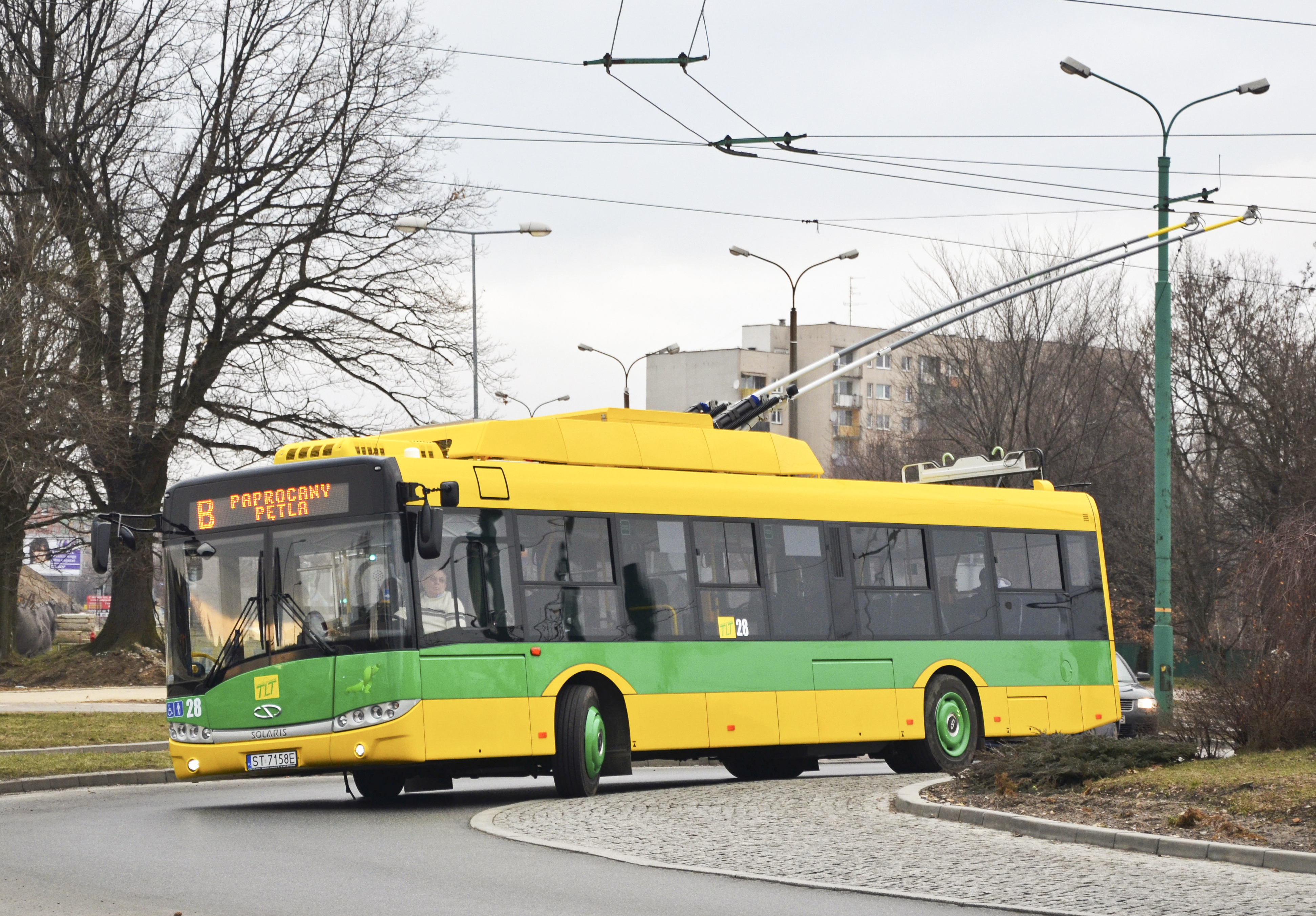
Tychy: filobus "Solaris Trollino" 12MB del TLT n. 028 sulla linea B

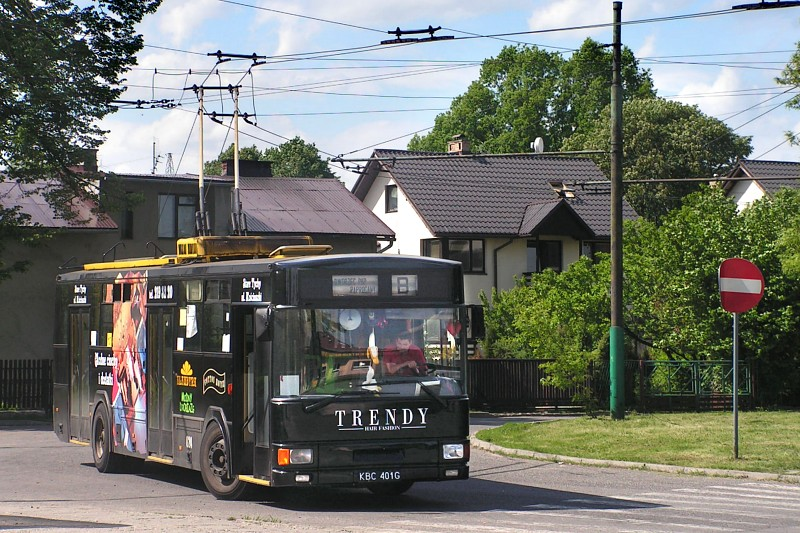
Tychy: filobus del TLT "Jelcz 120MT" n. 024 sulla linea B (2006)

TLT Tychy, forma abbreviata di Tyskie Linie Trolejbusowe, è l'operatore che svolge il servizio di trasporto pubblico con filobus nella città di Tychy, in Polonia.

## Storia
A Tychy il filobus è stato introdotto, in via sperimentale il 1º ottobre 1982 con l'inaugurazione della linea 1, alla quale si sono aggiunte in tempi diversi la 2 e la 3, trasformate ulteriormente nelle rispettive linee letterali A, B e C. Nei primi anni hanno prestato servizio, come filobus, gli ZIU-9, gli
Škoda 14Tr, ma da tempo sono stati radiati. In epoca recente sono state attivate le linee D ed E.

## Esercizio
L'azienda gestisce 5 filovie (linee A,B,C,D,E) con poco più di venti vetture, caratterizzate dalla livrea gialla, anche se recentemente con l'introduzione della pubblicità integrale, alcune vetture sono completamente pellicolate e presentano le carrozzerie dei più svariati colori.

## Parco aziendale
Sono presenti filobus di vario tipo in prevalenza a marchio "Jelcz" e qualche Solaris Trollino da 12 metri costruito dalla polacca "Trobus".

## Sede
La sede legale si trova a Tychy.